# Список альбомов № 1 в США в 2020 году (Billboard)

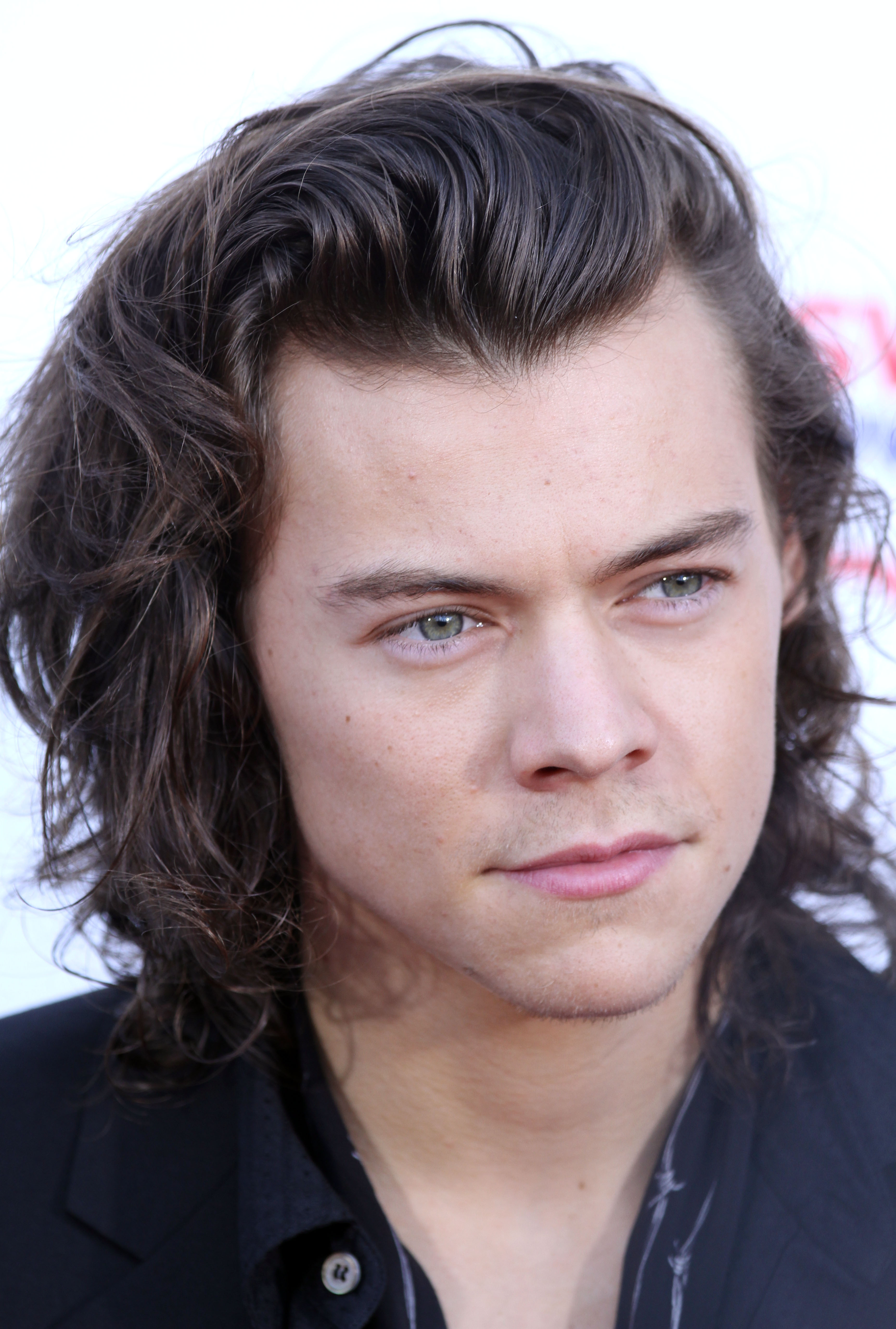
Гарри Стайлз с альбомом Fine Line стал первым лидером года в США.

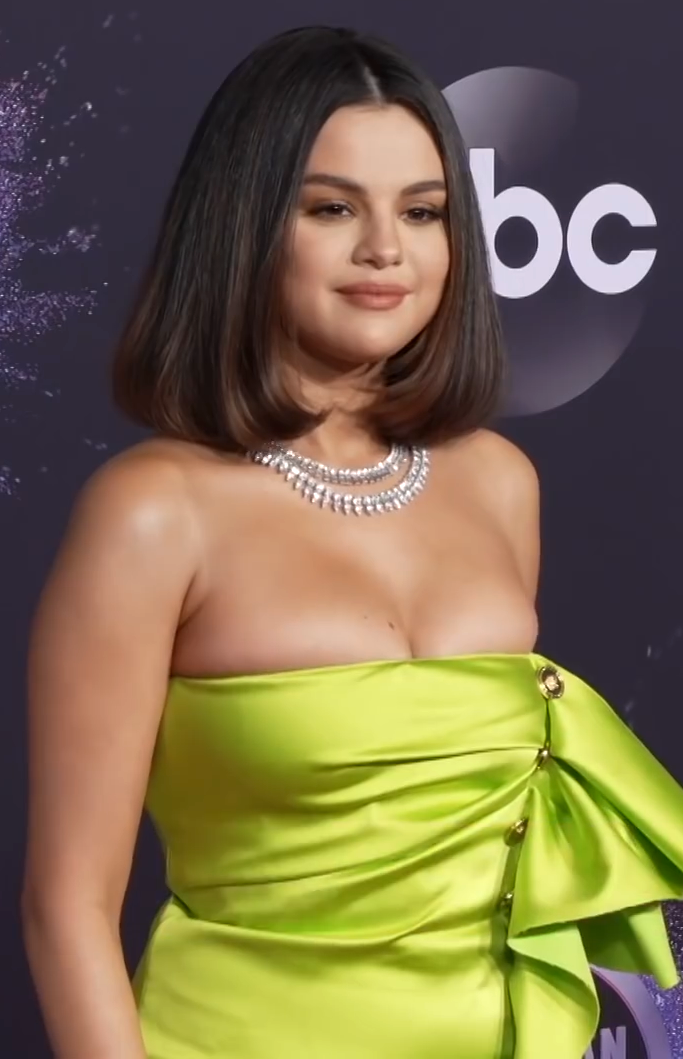
Селена Гомес с альбомом Rare в 3-й раз возглавила хит-парад США.

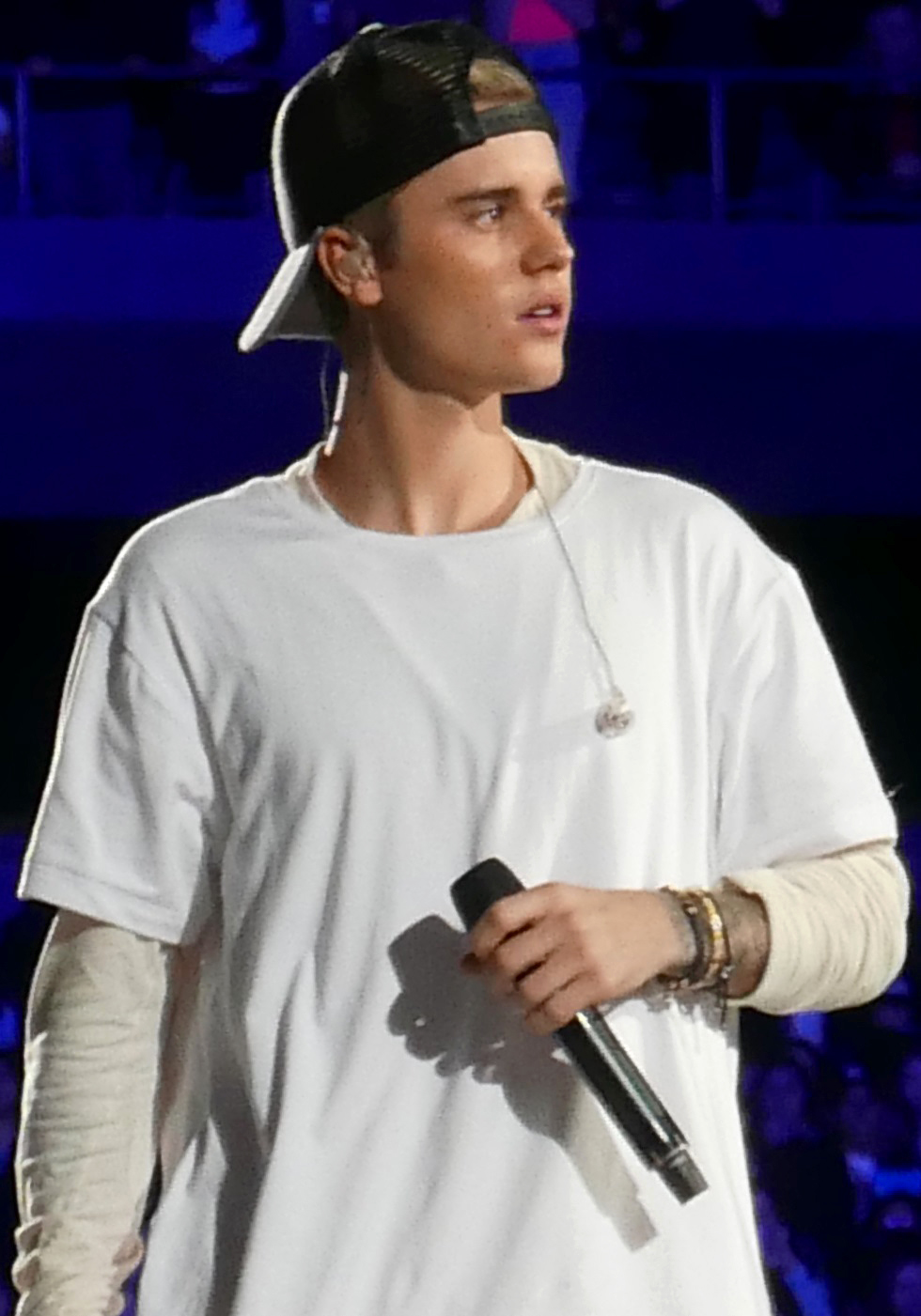
Канадский певец Джастин Бибер с альбомом Changes в 7-й раз возглавил чарт.

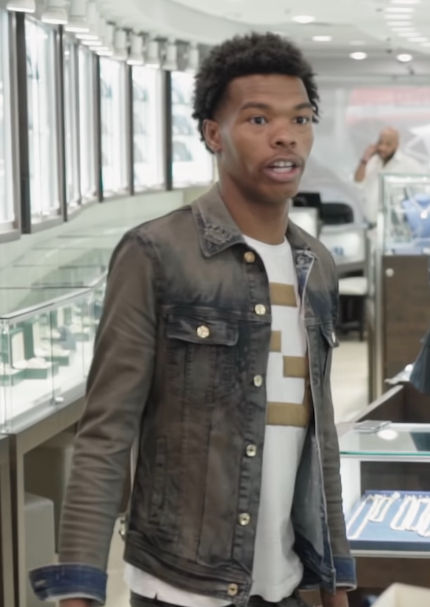
Американский хип-хоп-исполнитель Lil Baby с альбомом My Turn впервые возглавил чарт (в марте и потом снова в июне).

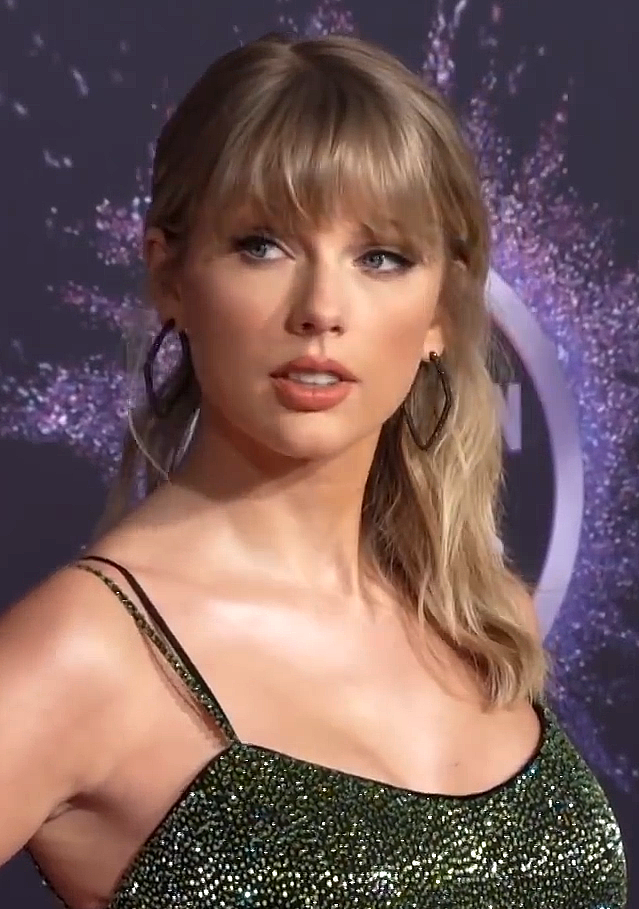
Тейлор Свифт с альбомом Folklor в 7-й раз возглавила хит-парад США.

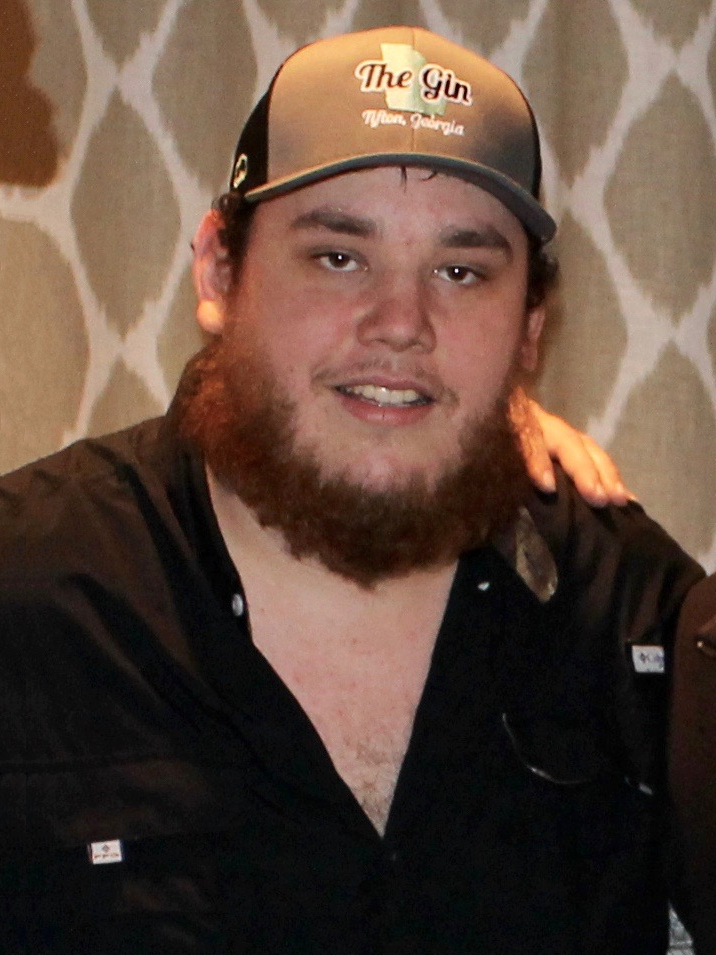
Кантри-певец Люка Комбса с альбомом What You See Is What You Get возглавил хит-парад США повторно после того как уже лидировал в 2019 году.

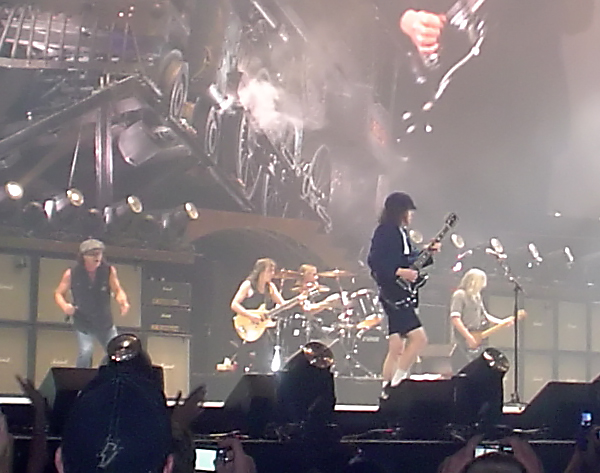
Рок-группа AC/DC с альбомом Power Up в 3-й раз возглавила хит-парад США.

Список альбомов № 1 в США в 2020 году (#1 2020 Billboard 200) включает альбомы, возглавлявшие главный хит-парад Северной Америки каждую из 52 недель 2020 года по данным старейшего музыкального журнала США Billboard (данные становятся известны заранее, так как публикуются в сети на неделю вперёд) и службы Nielsen SoundScan. В 2020 году было установлено несколько новых рекордов чарта.
Folklore певицы Тейлор Свифт стал лучшим альбомом всего 2020 года по продажам и продержался на первом месте больше чем кто-либо, в сумме 8 недель. Альбом Hollywood’s Bleeding (2019) певца Post Malone возглавил итоговый список Billboard 200 Year-End за 2020 год (без учёта ноября и декабря).
Тейлор Свифт в пятый раз становится лидером года по продажам альбома (в 2019 году лидировал Lover с тиражом 1,09 млн копий; 2017 — Reputation, 1,9 млн); 2014 — 1989, 3,66 млн; 2009 — Fearless, 3,22 млн), опередив Адель, которая 4 раза возглавляла этот список (в 2016 и 2015 годах лидировал диск 25 с тиражом 1,73 млн и 7,44 млн копий; в 2012 и 2011 годах лидировал 21, 4,41 млн и 5,82 млн). Это рекорд с 1992 года, когда подробный электронный подсчёт продаж альбомов начала делать служба MRC Data. Тираж Folklore (с 24 июля по 31 декабря 2020 года) составил 1,276 млн копий. На 2-м и 3-м местах альбомы Map of the Soul: 7 (BTS, 674 тыс.) и After Hours (The Weeknd; 480 тыс). Благодаря этому по итогам 2020 года Свифт стала самым высокооплачиваемым музыкантом в США, заработав в сумме 23,8 млн долл. (10,6 млн на стриминге, 10 млн на продажах и 3,2 млн на издательской деятельности) и самым высокооплачиваемым сольным музыкантом во всем мире.

## Изменения 2020 года
- C 3 января 2020 года в чартах альбомов будут учитывать также видео- и аудиоданные с YouTube, вместе с визуальными проигрываниями из нескольких крупнейших стриминговых служб. Эффект от изменений будет заметен в опубликованном чарте от 18 января 2020 года, который составляется по данным учёта всех показателей продаж и стриминговых потоков за период с 3 по 9 января. В дополнение к YouTube будет учтён официальный лицензированный видеоконтент, размещённый на стриминговых службах Apple, Spotify, Tidal и Vevo. Включение видеоданных в Billboard 200 происходит через пять лет после добавления аудиопотоков, что свидетельствует о смещении хит-парада от показателя чистых продаж к «модели потребления» (consumption model). Добавление видео также повлияет на чарты альбомов в различных жанрах журнала Billboard, такие как Country, R&B/Hip-Hop, Latin и другие. В то время как стриминговые потоки с канала YouTube были включены в сингловые чарты Billboard Hot 100 и другие чарты для песен с февраля 2013 года, это первое изменение в чартах альбомов. В отличие от песенных хит-парадов, на которые могут влиять созданные пользователями видео, в чартах Billboard 200 и других альбомных хит-парадах будут учитываться только официальные лицензированные видеоконтенты, загруженные правообладателями или от их имени[13][14].
- Также с 3 января 2020 года вводится новое правило по учёту альбомов. В дальнейшем, чтобы продажа альбома считалась частью набора товаров (вместе с альбомом), все элементы набора также должны быть доступны для покупки одновременно и по отдельности на одном и том же веб-сайте. Кроме того, стоимость товара, продаваемого отдельно, должна быть ниже, чем цена комплекта, включающего как товар, так и альбом. Кроме того, наборы товаров могут продаваться только в официальном интернет-магазине исполнителя, а не через сторонние сайты. В соответствии с текущими правилами и в дальнейшем, любой одобренный товар, который явно обозначен брендом исполнителя или альбома, может быть связан с копией альбома, и эти продажи учитываются в чартах, когда физический альбом отправляется покупателю или когда цифровой альбом выполняется заказчику. Однако стоимость набора товаров/альбомов должна быть как минимум на 3,49 доллара выше, чем цена одного товара (3,49 доллара — это минимальная цена альбома для попадания в чарты). Также изменился способ подсчёта продаж для ещё не выпущенных физических альбомов (доставленных позднее), если они продавались вместе с билетами на концерт, а их цена включена в стоимость билета. Только выкупленные «билетные» альбомы учитываются в чартах Billboard[15]. Однако, в июле сообщалось, что Billboard полностью откажется от учёта таких связанных продаж (с билетами на концерт, или в комплекте с другими товарами), если там не будет указана отдельно цена самого альбома. Billboard больше не разрешает регистрировать продажи физических альбомов или синглов, которые связаны с цифровыми загрузками, как цифровые продажи, тем самым устраняя практику использования «спонтанных» непроизведённых товаров для влияния на ранжирование в чартах на первой неделе. Только когда физический носитель — то, что покупает потребитель — будет отправлен, он будет засчитан в официальных чартах Billboard[16].  Влияние этих изменений было положительно оценено в октябре 2021 года[17].

## История
- 25 января на первое место американского хит-парада вышел студийный альбом американской певицы Селены Гомес. Это её третий чарттоппер после Revival (№ 1 в 2015 году), Stars Dance (№ 1 в 2013 году)[18].
- 29 февраля на первое место американского хит-парада вышел студийный альбом канадского певца Джастина Бибера, названный Changes. Это его 7-й чарттоппер и 9-й альбом попавший в лучшую десятку США после: Purpose (№ 1 в 2015 году), Believe: Acoustic (№ 1 ; 2013), Believe (№ 1; 2012), Under the Mistletoe (№ 1 ; Nov. 19, 2011), Never Say Never: The Remixes EP (№ 1 ; 2011), My Worlds Acoustic (№ 7; Dec. 11, 2010), My World 2.0 (№ 1 на 4 недели; 2010) и My World EP (№ 5; 2010). В свои 25 лет Бибер стал самым молодым сольным исполнителем с семью чарттопперами в США (1 марта он перешагнёт черту в 26 лет). Ранее этот рекорд принадлежал Элвису Пресли, которому было 26 лет и 11 месяцев, когда он заполучил свой седьмой (из 10) альбом на первом месте в США (это был диск Blue Hawaii в дату 11 декабря 1961 года). Если же учитывать членов групп, то все участники The Beatles в момент сходного достижения (седьмой альбом на первом месте в США) были моложе Бибера (от 25 лет и 6 месяцев у Ринго Старра до 22 лет у Джорджа Харрисона, самого младшего из всей четвёрки)[19].
- 7 марта американский хит-парад возглавил студийный альбом Map of the Soul: 7 корейской группы BTS, четвёртый их чарттоппер в карьере[20].
- 14 марта американский хит-парад возглавил студийный альбом My Turn рэпера Lil Baby, первый его чарттоппер в карьере. На втором месте дебютировал испаноязычный альбом YHLQMDLG певца Bad Bunny. Это высшее достижение в истории для любого полностью испаноязычного диска, так как ранее были 4-е место у Amar es Combatir мексиканской группы Maná (9 сентября 2006) и Fijación Oral: Vol. 1 Шакиры (25 июня 2005). Другие высокие достижения включают хотя бы несколько песен на английском языке, например, 19 февраля 2011 года на 3-м месте был диск Música + Alma + Sexo Рики Мартина, но там из 13 треков было 11 на испанском языке и два англоязычных трека. Последний раз альбом с песнями в основном на испанском языке поднимался на 1-е место Billboard 200 в 2006 году. Это был диск Ancora группы Il Divo, который 11 февраля 2006 года возглавил чарт США: из 10 песен там было 7 испаноязычных. Ещё один альбом был на 1-м месте: Dreaming of You (Selena, 5 августа 1995; из 13 треков шесть на испанском, пять на английском и два дуэта на двух языках)[21].
- 16 мая чарт возглавил альбом Here and Now кантри-певца Кенни Чесни, который стал его девятым чарттоппером в США и это повтор рекорда для кантри-музыкантов, который ранее принадлежал Гарту Бруксу (у него также девять альбомов побывали на первом месте) и столько же (по 9) у Дрейка, Мадонны, The Rolling Stones и Kanye West. Выше них только The Beatles (19), Jay-Z (14), Брюс Спрингстин (11), Barbra Streisand (11), Эминем (10) и Элвис Пресли (10)[22].
- 13 июня Леди Гага с альбомом Chromatica дебютировала на первом месте Billboard 200 с тиражом 274000 альбомных эквивалентных единиц (включая 205000 чистых продаж альбома, 65000 SEA-единиц по стримингу и 4000 TEA-единиц) в первую неделю релиза. Это лучший показатель для женщин в 2020 году и лучший результат для Гаги после её диска Born This Way в 2011 году с тиражом в 1,1 млн копий в первую неделю. Альбом собрал 87,16 млн потоков on-demand по стримингу за счёт 16 треков, попавших в чарт (они пересчитываются в SEA-единицы). Альбом стал шестым чарттоппером Гаги дебютировавшим на первом месте в Billboard 200. Ранее певица лидировала с саундтреком A Star Is Born (2018 и 2019), Joanne (2016), Cheek to Cheek (2014), Artpop (2013) и Born This Way (2011). Эти шесть альбомов уложились в рекордные для любой женщины 9 лет (с 2011 до 2020), прошлый рекорд в 10 лет для шести чарттопперов был у Тейлор Свифт (с 2008 до 2019). Среди мужчин или групп есть и большие рекордсмены, у которых первые шесть чарттопперов появлялись быстрее — The Beatles, Джастин Бибер, Гарт Брукс, Кенни Чесни, Дрейк, Фьючер, Jay-Z, Элтон Джон, Пол Маккартни, Элвис Пресли и Канье Уэст. Леди Гага вступила элитный клуб из восьми женщин, имеющих не мене шести чарттопперов. Она делит этот показатель с такими исполнителями как Бейонсе, Mariah Carey, Бритни Спирс и Тейлор Свифт (у всех по 6). Впереди Гаги: Барбра Стрейзанд (11); Мадонна (9) и Джанет Джексон (7)[23][24][25].
- 25 июля чарт возглавил посмертный альбом Legends Never Die рэпера Juice WRLD, умершего в декабре прошлого 2019 года от передозировки в возрасте 21 года[26][27].
- 8 августа Тейлор Свифт с альбомом Folklore дебютировала на первом месте Billboard 200 с тиражом 846 тыс. альбомных эквивалентных единиц (включая 615000 чистых продаж альбома и 289,85 млн on-demand-стримов) в первую неделю релиза. Это её седьмой чарттоппер, что ставит её на третье место в истории вместе с Джанет Джексон по числу альбомов среди женщин, достигших вершины чарта, позади Барбры Стрейзанд (11) и Мадонны (9). Кроме того, Свифт стала первой певицей с семью дебютами на № 1, опередив Бейонсе, Леди Гагу, Мадонну и Бритни Спирс (у всех по шесть), и первым музыкантом в целом в истории Nielsen/MRC с семью альбомами, тираж каждого из которых был более 500 тыс. в неделю, опередив Эминема[6].
- 15 и 22 августа альбом Folklore продолжил лидировать третью неделю, благодаря выходу издания на компакт-диске и в других магазинах (включая Amazon). Ранее альбом продавали только на личном сайте певицы и цифровых ритейлерах типа iTunes (так было до этого). К тиражу в третью неделю добавилось ещё 136 тыс. единиц (рост на 1 %), включая 68 тыс. SEA-единиц (спад на 33 %, что равно 89,77 млн on-demand стримов песен альбома), 67 тыс. копий продаж альбома (рост на 119 %) и 1 тыс. TEA-единиц (спад на 45 %)[28].
- 5 сентября альбом Folklore Тейлор Свифт продолжил лидировать пятую неделю подряд, добавив 98 тыс. единиц к общему тиражу, включая 52 тыс. копий продаж альбома (+14 %), 45 тыс. SEA-единиц (-16 %) и 1 тыс. TEA-единиц (-60 %). В последние две недели (20, 23 и 26 августа) вышли три тематические сборки альбома, где песни были разделены на определённым темам на главы («chapters»)[29][30].
- 12 сентября альбом Folklore Тейлор Свифт продолжил лидировать шестую неделю подряд, добавив 90 тыс. единиц к общему тиражу, включая 51 тыс. копий продаж альбома (-1 %), 38 тыс. SEA-единиц (-15 %) и 1 тыс. TEA-единиц (-14 %). Шесть недель это наибольшее число недель на вершине после альбома Views рэпера Дрейка, лидировавшего (не подряд) 13 недель на № 1 в 2016 году (включая 9 недель подряд). Кроме того, теперь Свифт делит первое место с Уитни Хьюстон среди всех женщин по общему числу недель нахождения их альбомов на первом месте в США: по 46[31]. У Свифт было семь альбомов-чарттоперров, а у Хьюстон четыре: Whitney Houston (14 недель на № 1, 1986), Whitney (11 в 1987), саундтрек The Bodyguard (20 в 1992-93) и I Look to You (1 в 2009). На втором месте с 34 неделями лидерства идёт Адель: 21 (24 в 2011-12) и 25 (10 в 2015-16). Среди всех музыкантов здесь абсолютный лидер группа The Beatles, у которых 19 альбомов в сумме лидировали 132 недели. Кроме того, Свифт стала второй после The Beatles исполнителем, у которых пять альбомов лидировали по 6 и более недель[32].
- 3 октября альбом Folklore Тейлор Свифт вернулся на первое место, добавив 87 тыс. единиц к общему тиражу, включая 56 тыс. копий продаж альбома (+339 %), 30 тыс. SEA-единиц (-4 %) и 1 тыс. TEA-единиц (+38 %). Этот успех связывают с живым исполнением песни «Betty» на церемонии награждения Academy of Country Music Awards, прошедшей 16 сентября (и выхода 18 сентября сингла в новой концертной версии), а также с продвижением Folklore на стриминговых сервисах, где 21 сентября вышла очередная 4-я тематическая «глава» песен из альбома («The Yeah I Showed Up at Your Party Chapter», как она это делала и в предыдущие недели). И ещё она продала больше подписанных копий альбома на компакт-дисках через свой официальный интернет-магазин и через независимые музыкальные магазины (как она делала в предыдущие недели), а также выпустила больше наборов товаров / альбомов в своем интернет-магазине. В сумме это 47-я рекордная неделя Свифт на первом месте и лучший в истории показатель среди женщин (на втором месте Уитни Хьюстон, 46 недель № 1) и пятое место среди всех исполнителей после The Beatles (132 недели № 1), Элвис Пресли (67), Гарт Брукс (52), Майкл Джексон (51)[3][33][34].
- 31 октября на первое место с десятого снова поднялся альбом Folklore певицы Тейлор Свифт и это его восьмая неделя на вершине. Тираж составил 77 тыс. единиц (+170 %), включая 57,000 альбомных продаж (+709 %), 20 тыс. стриминговых SEA-единиц (-7 %, или 26,35 млн потоков on-demand альбомных песен) и 500 трековых TEA-единиц (+2 %). Огромный рост показателей альбома обусловлен резким увеличением продаж в официальном интернет-магазине Свифт, где суперзвезда продавала компакт-диски с автографом из набора по 25 долларов каждый в течение ограниченного времени[7].
- 7 ноября на первое место с № 21 снова поднялся альбом What You See Is What You Get кантри-певца Люка Комбса и это его вторая неделя на вершине, а первая была ещё в ноябре 2019 года (то есть возврат на первое место произошёл спустя 11 месяцев и 15 дней). Тираж составил 109 тыс. единиц (+399 %), включая 22,000 альбомных продаж (+1,7 %), 76 тыс. стриминговых SEA-единиц (+289 %, или 102,26 млн потоков on-demand альбомных песен) и 11 тыс. трековых TEA-единиц (+904 %). Это стало стриминговым рекордом для любого кантри-альбома. (Примечание: с января стриминговые потоки на Billboard 200 теперь включают как аудио on-demand, так и видеопотоки по запросу. До этого потоки были только аудио). Одновременно на 2-м месте дебютировал альбом Letter to You Брюса Спрингстина, который занял первое место в трёх чартах: Album Sales (92 тыс. копий из 96 тыс. экв. единиц), Vinyl Albums (18 тыс. копий на виниле) и Tastemaker Albums (16 тыс. копий через независимые магазины). Это 21-й диск Спрингстина в top-10 и все они дебютировали в пятёрке лучших, поэтому он стал первым в истории музыкантом, чьи новые альбомы попадали в top-5 хит-парада Billboard 200 все последние шесть десятилетий (1970-е, ‘80-е, ‘90-е, 2000-е, ‘10-е и ‘20-е)[35].
- 28 ноября рок-группа AC/DC с 17-м студийным альбомом Power Up дебютировала на первом месте Billboard с тиражом 117 тыс. альбомных эквивалентных единиц, включая 111000 чистых продаж альбома (71 тыс. на CD, 23 тыс. цифровых альбомов и 16 тыс. виниловых LP) и 5 тыс. SEA-единиц (или 7,8 млн on-demand-стримов альбомных песен), плюс 1,000 TEA-единиц треков в первую неделю релиза. Это их третий чарттоппер после дисков For Those About to Rock We Salute You (1981) и Black Ice (2008). Благодаря Power Up группа AC/DC стала пятымисполнителем в истории, кому удалось пять десятилетий подряд входить в десятку лучших альбомов top-10 в США (1980-е, '90-е, '00-е, '10-е и '20-е). Ранее это делали только Metallica, Оззи Осборн, Брюс Спрингстин и Джеймс Тейлор). Одновременно на третьем месте дебютировал кантри-альбом Starting Over. (Крис Стэплтон), а впервые почти за 40 лет в десятку лучших на восьмое место поднялся сборник хитов группы Queen Greatest Hits (впервые с 1981 года) и он возглавил чарт виниловых пластинок Billboard Vinyl Albums[36].
- 5 декабря корейскоязычный альбом Be корейской группы BTS дебютировал на первом месте Billboard, став их пятым чарттоппером. На этой неделе впервые за три года в десятке лучших Топ-10 Billboard 200 находились сразу три кантри-альбома (они были и в Top Country Albums): Starting Over (№ 8, Крис Стэплтон), What You See Is What You Get (№ 7, Люк Комбс) и My Gift (№ 10, Carrie Underwood). Последний раз такое кантри-трио было 3 января 2018 года: What Makes You Country (№ 8, Luke Bryan), The Anthology: Part I, The First Five Years (№ 9, Гарт Брукс) и From A Room: Volume 2 (№ 10, Крис Стэплтон)[37].
- 26 декабря Тейлор Свифт с альбомом Evermore дебютировала на первом месте Billboard 200 с тиражом 329 тыс. альбомных эквивалентных единиц, включая 154,5 тыс. чистых продаж альбома и 167 тыс. стрим-потоков SEA (или 220,49 млн on-demand-стримов альбомных песен) и 8 тыс. трековых TEA-единиц в первую неделю релиза. Это её восьмой чарттоппер (и второй за год после Folklore), что ставит её на третье место в истории по числу альбомов среди женщин, достигших вершины чарта (опережая Джанет Джексон у которой семь альбомов номер один), позади Барбры Стрейзанд (11) и Мадонны (9); среди всех лидируют у групп The Beatles (19), а среди всех солистов Jay-Z (14). Кроме того, Свифт стала первой певицей с восемью дебютами на № 1, опередив Бейонсе, Леди Гагу, Мадонну и Бритни Спирс (у всех по шесть). Свифт стала первой женщиной и третьим исполнителем, у которых за один 2020 год была пара альбомов номер один в чарте Billboard 200. Ранее по два чарттоппера было у группы BTS (5 декабря Be и 7 марта Map of the Soul: 7 и у рэпера YoungBoy Never Broke Again (28 сентября Top и 9 мая 38 Baby 2). Примечательно, что общее количество копий Evermore за первую неделю (329000) и продажи альбомов (154500) являются самыми большими для любого альбома с тех пор, как с 9 октября 2020 года в чартах перестали учитываться продажи дисков в наборе товаров (бандлы) и выкуп за билеты на концерт[38]. Свифт стала первым в истории исполнителем с двумя альбомами-сюрпризам, сразу дебютировавшими на первом месте хит-парада США.

## Список 2020 года
| Дата        | Альбом № 1 недели                     | Исполнитель                | Ссылка |
| ----------- | ------------------------------------- | -------------------------- | ------ |
| 4 января    | Fine Line                             | Гарри Стайлз               | [ 39 ] |
| 11 января   | JackBoys                              | JackBoys и Трэвис Скотт    | [ 40 ] |
| 18 января   | Please Excuse Me for Being Antisocial | Roddy Ricch                | [ 41 ] |
| 25 января   | Rare                                  | Селена Гомес               | [ 18 ] |
| 1 февраля   | Music to Be Murdered By               | Эминем                     | [ 42 ] |
| 8 февраля   | Please Excuse Me for Being Antisocial | Roddy Ricch                | [ 43 ] |
| 15 февраля  | Funeral                               | Лил Уэйн                   | [ 44 ] |
| 22 февраля  | Please Excuse Me for Being Antisocial | Roddy Ricch                | [ 45 ] |
| 29 февраля  | Changes                               | Джастин Бибер              | [ 19 ] |
| 7 марта     | Map of the Soul: 7                    | BTS                        | [ 46 ] |
| 14 марта    | My Turn                               | Lil Baby                   | [ 21 ] |
| 21 марта    | Eternal Atake                         | Lil Uzi Vert               | [ 47 ] |
| 28 марта    | Eternal Atake                         | Lil Uzi Vert               | [ 48 ] |
| 4 апреля    | After Hours                           | The Weeknd                 | [ 49 ] |
| 11 апреля   | After Hours                           | The Weeknd                 | [ 50 ] |
| 18 апреля   | After Hours                           | The Weeknd                 | [ 51 ] |
| 25 апреля   | After Hours                           | The Weeknd                 | [ 52 ] |
| 2 мая       | Blame It on Baby                      | DaBaby                     | [ 53 ] |
| 9 мая       | 38 Baby 2                             | YoungBoy Never Broke Again | [ 54 ] |
| 16 мая      | Here and Now                          | Кенни Чесни                | [ 22 ] |
| 23 мая      | Good Intentions                       | Nav                        | [ 55 ] |
| 30 мая      | High Off Life                         | Фьючер                     | [ 56 ] |
| 6 июня      | Wunna                                 | Gunna                      | [ 57 ] |
| 13 июня     | Chromatica                            | Леди Гага                  | [ 23 ] |
| 20 июня     | My Turn                               | Lil Baby                   | [ 58 ] |
| 27 июня     | My Turn                               | Lil Baby                   | [ 59 ] |
| 4 июля      | My Turn                               | Lil Baby                   | [ 60 ] |
| 11 июля     | My Turn                               | Lil Baby                   | [ 61 ] |
| 18 июля     | Shoot for the Stars, Aim for the Moon | Pop Smoke                  | [ 62 ] |
| 25 июля     | Legends Never Die                     | Juice WRLD                 | [ 26 ] |
| 1 августа   | Legends Never Die                     | Juice WRLD                 | [ 63 ] |
| 8 августа   | Folklore                              | Тейлор Свифт               | [ 6 ]  |
| 15 августа  | Folklore                              | Тейлор Свифт               | [ 64 ] |
| 22 августа  | Folklore                              | Тейлор Свифт               | [ 28 ] |
| 29 августа  | Folklore                              | Тейлор Свифт               | [ 65 ] |
| 5 сентября  | Folklore                              | Тейлор Свифт               | [ 29 ] |
| 12 сентября | Folklore                              | Тейлор Свифт               | [ 32 ] |
| 19 сентября | Detroit 2                             | Big Sean                   | [ 66 ] |
| 26 сентября | Top                                   | YoungBoy Never Broke Again | [ 67 ] |
| 3 октября   | Folklore                              | Тейлор Свифт               | [ 33 ] |
| 10 октября  | Tickets to My Downfall                | Machine Gun Kelly          | [ 68 ] |
| 17 октября  | Savage Mode II                        | 21 Savage и Metro Boomin   | [ 69 ] |
| 24 октября  | Shoot for the Stars, Aim for the Moon | Pop Smoke                  | [ 70 ] |
| 31 октября  | Folklore                              | Тейлор Свифт               | [ 7 ]  |
| 7 ноября    | What You See Is What You Get          | Люк Комбс                  | [ 35 ] |
| 14 ноября   | Positions                             | Ариана Гранде              | [ 71 ] |
| 28 ноября   | Power Up                              | AC/DC                      | [ 36 ] |
| 5 декабря   | Be                                    | BTS                        | [ 37 ] |
| 12 декабря  | El Último Tour Del Mundo              | Bad Bunny                  | [ 72 ] |
| 19 декабря  | Wonder                                | Шон Мендес                 | [ 73 ] |
| 26 декабря  | Evermore                              | Тейлор Свифт               | [ 38 ] |